# 이반 모로조프 (기업인)
이반 아브라모비치 모로조프(러시아어: Иван Абрамович Морозов, 1871년 1월 27일~1921년 7월 21일)는 러시아의 사업가이며 1907년부터 1914년까지 아방가르드 프랑스 미술의 주요 수집가였다.

## 생애
모로조프는 1892년부터 1894년까지 취리히 연방 공과대학교에서 화학을 전공했으며 일요일에는 유성 페인트로 그림을 그리기도 했다.

## 가족
이반 모로조프는 모로조프 왕조의 저명한 구성원이었다. 그는 아버지 Abram Abramovich Morozov와 어머니 Varvara Alekseevna Morozova 사이에서 둘째 아들로 태어났다. 그의 형은 Mikhail Abramovich Morozov이고 그의 남동생은 Arseny Abramovich Morozov이다.

## 수집
볼셰비키 혁명 이후, 모로조프가 수집한 미술품 컬렉션은 국유화되어 모스크바의 푸시킨 박물관과 상트페테르부르크의 에르미타시 박물관에 나누어 보관됐다.
모로조프의 미술품 컬렉션은 세르게이 슈킨(Sergei Shchukin) 컬렉션과 공동으로 전시되었다. 2008년에는 모로조프와 슈킨의 가족들이 러시아 정부에 ‘합리적인 보상’을 요구했고, 이는 국제법적, 정치적 문제가 됐다. 가족들은 런던에서 두 컬렉션의 특별 전시회를 위해 왕립 아카데미에 대여되는 동안 그림에 대한 권리 주장을 하지 않기로 약속한 대가로 영국 왕립 아카데미가 각 가족들에게 5천 파운드를 주겠다는 제안을 거절했다.